# 3C 279

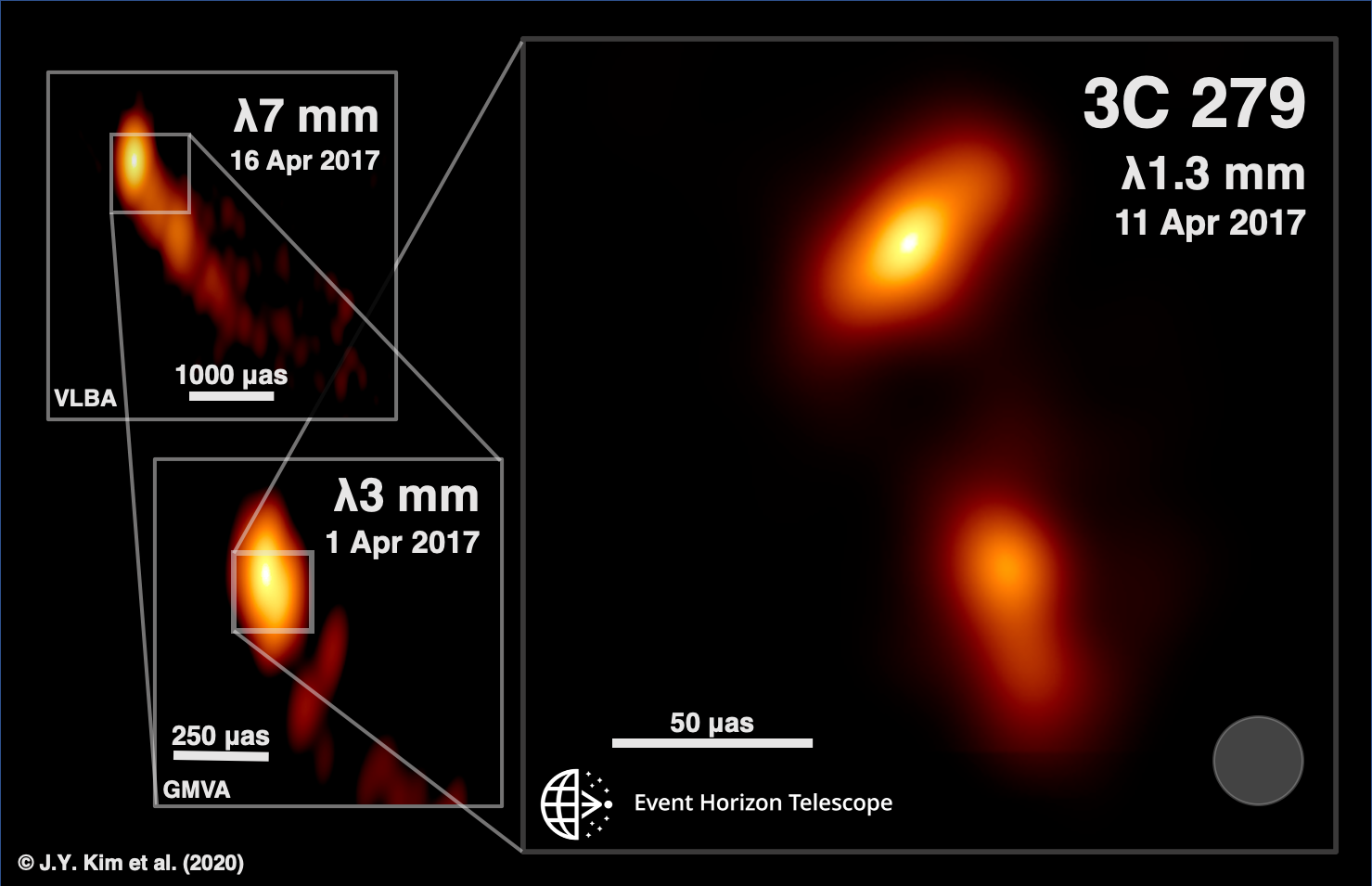
Afbeelding van 3C 279 gemaakt door de EHT

3C 279 (ook bekend als 4C-05.55, NRAO 413, en PKS 1253-05) is een optisch sterk variabele (Optically Violent Variable - OVV) quasar, die in de astronomische gemeenschap bekend staat om zijn variaties in de zichtbare, radio-, en röntgenstralen. De in 1959 ontdekte radiobron 3C 279 werd in 1965 geïdentificeerd als een quasar door Allan Sandage en Wyndham. De quasar vertoonde een periode van extreme activiteit van 1987 tot 1991. Het Rosemary Hill Observatory (RHO) begon in 1971 met regelmatige waarnemingen van 3C 279 en andere quasars door middel van optische fotometrie. Het object werd verder waargenomen door het Compton Gamma Ray Observatory in 1991, toen onverwacht werd ontdekt dat het een van de helderste gammastraalobjecten aan de hemel was.
Het is ook een van de helderste en meest variabele bronnen aan de gammastraalhemel die door de Fermi-ruimtetelescoop werd gevolgd. Het werd gebruikt als een kalibrator voor Event Horizon Telescope-waarnemingen van M87 die resulteerden in de eerste afbeelding van een zwart gat.

## Waarnemingen
- Schijnbare superluminale beweging werd gedetecteerd tijdens waarnemingen die voor het eerst in 1973 werden gedaan in een straal van materiaal die van de quasar vertrok, hoewel begrepen moet worden dat dit effect een optische illusie is, veroorzaakt door naïeve schattingen van de snelheid, en er geen echte superluminale beweging plaatsvindt.[1]
- Op 16 juni 2015 is een grote gammaflits gedetecteerd, vermoedelijk veroorzaakt door injectie van hogesnelheidselektronen in centrale, hoge dichtheidsregio.
- Verdere waarnemingen met de Event Horizon Telescope gedurende april 2017 leverden een hoge mate van detail aan de radiojet, met een resolutie zo klein als 20 microboogseconden. Ze wezen op een gebogen of roterende straal, gevormd door schokgolven.